# Dorika daphoena
Dorika daphoena är en fjärilsart som beskrevs av George Francis Hampson 1910. Dorika daphoena ingår i släktet Dorika och familjen nattflyn. Inga underarter finns listade i Catalogue of Life.